# Daniel F. à Wengen
Daniel Felix à Wengen (* 1957 in Allschwil) ist ein Schweizer HNO-Arzt und Erfinder.

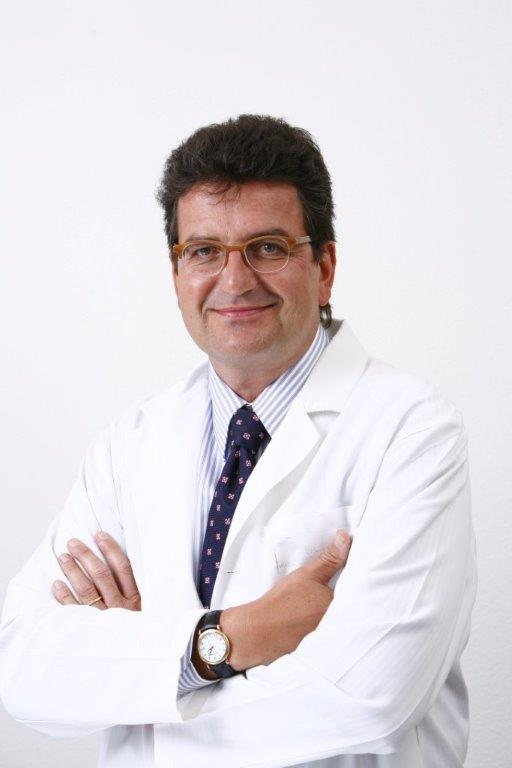
Daniel F. à Wengen (2005)

## Leben
À Wengen ist in Muttenz aufgewachsen. Nach der Matura studierte er Humanmedizin an der Universität Basel. Er absolvierte 1982 das Staatsexamen und promovierte 1985. Es folgten Ausbildungen im Kantonsspital Aarau und im Universitätsspital Basel, die er 1991 mit dem FMH-Facharzttitel für Oto-Rhino-Laryngologie abschloss.
Danach verbrachte er zwei Jahre zur Weiterbildung und Forschung an der University of California, Davis und an der Stanford University. Dort initiierte er die Entwicklung des Hörgeräts „Vibrant Soundbridge“ und machte dieses zum Thema seiner Habilitationsschrift Semi-implantierbares Mittelohr-Hörgerät. Die Habilitation dazu erlangte à Wengen 1998 an der Universität Basel. Einem breiteren Publikum wurde die „Vibrant Soundbridge“ durch Gastauftritte bei Puls auf SRF 1 und Gesundheit Sprechstunde auf SRF 2 bekannt. Es folgten weitere Erfindungen wie die Stapes-Clip-Prothese, das Breathe-Implant und das Septum-Clip.
Daniel F. à Wengen führt eine Praxisklinik für Ohren-, Nasen- und ästhetische Gesichtschirurgie in Binningen, operiert im Bethesda-Spital in Basel und ist Delegierter der Schweizerischen Gesellschaft für Oto-Rhino-Laryngologie, Hals- und Gesichtschirurgie. Er hat sich auf chirurgische Eingriffe an der Nase und am Ohr spezialisiert. Zudem ist er an internationalen Kongressen und Universitäten als Dozent und Referent tätig. Dort führt er regelmässig Live-Operationen durch, um seine Operationstechniken Fachkollegen auf der ganzen Welt zu erläutern.

## Patente
Daniel F. à Wengen hat über zwanzig international eingetragene Patente, vorwiegend im Bereich Hörimplantate, Nasenimplantate und andere medizinische Geräte.